# Пейо Софийски
Поп Пейо Софийски е български книжовник от XVI век, виден представител на Софийска книжовната школа.
Автор е на житието на св. мъченик Георги Софийски Нови, като е свидетел на събитията. В описанието си на духовната обстановка той дава кратки сведения и за града.
„Този мъченик беше на осемнадесет години. Тънък и висок, възрус, с продълговато лице, високи и гъсти вежди, нос гърбав, пръсти на ръцете тънки и дълги. Кротък по нрав и препрост, той изпреварваше всички с поклона си и всекиго от познатите си наричаше „господине“. Никога не се разсмя безразсъдно, нито се чу глупава и неприлична дума от устата му, нито се похвали за каквото и да е, нито попречи някому“.
Предполага се, че е роден в София. Вероятно още преди да стане духовник, като търговец, той е посетил Сърбия, Света гора, а вероятно и Влашко. В Света гора се е запознал с бившия цариградски патриарх Нифонт II, за когото съобщава някои интересни сведения.
Св. Георги Кратовски намерил подслон в дома на поп Пейо и започнал да упражнява занаята си.
След като става свещеник, поп Пейо се установява в София, в съборната църква „Св. Марина“.
Книжовното му дело не е голямо; за сега той е известен само с две произведения: житие и служба на мъченика Георги Софийски. И в двете съчинения се разказва за мъченията, на които Георги бил подложен от турците, понеже отказал да приеме мюсюлманската вяра. Житието е написано между 1516 и 1518 година.

## Памет
На поп Пейо е наречена улица в квартал „Симеоново“ в София (Карта).